# غويتشاي
غويتشاي (بالأذرية: Goychay) هي مدينة وعاصمة مقاطعة غويتشاي في أذربيجان. وهي  المركز البلدي للمقاطعة، ويشمل ذلك قرية قزلقايا(Qızılqaya).
في تعداد شهر ديسمبر من عام 2004 كان عدد سكان المديمة 35 ألف و 344 نسمة.
وكانت مستوطنة تجمع يعود تاريخها إلى أواخر عقد 1850 بعد الزلزال المدمر   في شماخى من عام 1859 لكن لم يتم إدراجها كمدينة بشكل رسمي حتى عام 1916.

## العلاقات الدولية

### المدن الشقيقة، التوأم
تعتبر المدينة التوأم لمدن مختلفة.
| - فالمونتون في إيطاليا (منذ 2014) |

## أعلام
- رسول رضا